# Cyperus glaber
Cyperus glaber är en halvgräsart som beskrevs av Carl von Linné. Cyperus glaber ingår i släktet papyrusar, och familjen halvgräs. Inga underarter finns listade i Catalogue of Life.